# أسطورة إنليل ونينليل

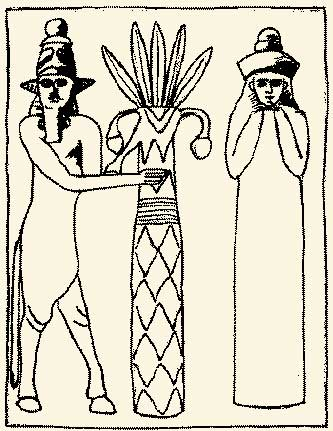
إنليل (مع حوافر وأبواق الثور الإلهي) ونينليل في جدارية تعود للألفية الثانية قبل الميلاد من سوسة (في متحف اللوفر)

إنليل ونينليل أو أسطورة إنليل ونينليل أو أسطورة إنجاب نانا، هي أسطورة خلق سومرية، مكتوبة على ألواح طينية في أواخر منتصف الألفية الثالثة قبل الميلاد.

## اكتشافها وتجميعها
تم اكتشاف الأسطر الأولى من الأسطورة في متحف الآثار والأنثروبولوجيا بجامعة بنسلفانيا في اللوح رقم 9205 من حفرياتهم في مكتبة معبد نيبور. ترجمها جورج هارون بارتون عام 1918 ونُشر لأول مرة كـ «نصوص دينية سومرية» في كتابه «نقوش بابلية متنوعة»، العدد سبعة بعنوان «أسطورة إنليل ونينليل». أشار بارتون إلى أن ثيوفيلوس بينشز قد نشر جزءاً من نسخة أكادية مشابهة لنفس القصة في عام 1911، مشيراً إلى أن «النصين بشكل عام يتفقان بشكل وثيق، على الرغم من وجود اختلافات طفيفة هنا وهناك.»
لوح آخر من نفس المجموعة استخدمه إدوارد شييرا لترميم جزء من العمود الثاني من لوح بارتون في «الملاحم والأساطير السومرية»، العدد 77. صموئيل نوح كريمر قام بتضمين ترجمات من الألواح في مجموعة نيبور لمتحف الشرق القديم في اسطنبول لوحة أخرى تستخدم كمصدر مسماري للأسطورة محفوظة في المتحف البريطاني، BM 38600، نُشرت تفاصيلها في عام 1919. هناك لوحة أخرى استخدمت كمصدر مسماري للأسطورة محفوظة في المتحف البريطاني نُشرت تفاصيلها في عام 1919. تم استخدام أجهزة لوحية وإصدارات أخرى لإظهار الأسطورة على شكلها الحالي مع أحدث نص مركب بواسطة ميغيل سيفيل أنتج في عام 1989 مع أحدث ترجمات من قبل ويليم رومر في عام 1993 ويواكيم كريشر في عام 1996.

## القصة
تبدأ القصة بوصف مدينة نيبور وجدرانها ونهرها وقنواتها وبئرها وقد صورت على أنها موطن الآلهة، ووفقاً لكرامر «يبدو أنها كانت موجودة قبل خلق الإنسان». ويعتقد أي آر جورج «وفقا لتقليد مشهور تمثله أسطورة إنليل ونينليل، كان الوقت الذي كانت فيه نيبور مدينة يسكنها آلهة وليس بشر، وهذا يشير إلى أنها كانت موجودة منذ البداية». يناقش نيبور على أنها «المدينة الأولى»، وهذا المفهوم عن نيبور ردده خوان جودنيك ويستنهولز واصفاً المكان بأنه «مدينة الإله» الموجود قبل «محور العالم».
| « | "كانت هناك مدينة، كانت هناك المدينة - التي نعيش فيها. كانت مدينة نيبرو (نيبور) هي المدينة التي نعيش فيها، وكانت "دور-جيكنيمبار" هي المدينة التي نعيش فيها. "إد-سالا" هو النهر المقدس، كار-جكتينا هو رصيفه. كار-اسار هو رصيفه حيث تسير القوارب بسرعة. بو-لال هو بئر المياه العذبة. إد-نونبر-تم هي قناته المتفرعة، وإذا أخذ المرء بالقياس من هناك، فإن أرضه المزروعة تكون 50 سار لكل اتجاه، كان إنليل أحد شبابها، ونينليل واحدة من شاباتها | » |

.
تستمر القصة بتحذير الإلهة نونبارسيغونو لابنتها نينليل من احتمالية التقدم الرومانسي من إنليل إذ ظلت تذهب كثيراً بالقرب من النهر. ترفض نينليل اقتراب إنليل في البداية وبعد ذلك يطلب من وزيره نوسكا أن يأخذه في رحلة عبر النهر، وعلى الجانب الآخر يلتقي الاثنان ويقومان برحلة مع اتجاه مجرى النهر فيعومان فيه ويستحمان في القارب، ثم يستلقيان على الضفة معاً ويقبلان بعضهما البعض ويمارسان الجنس فتحبل نينليل بإله القمر (سين). ثم تنتقل القصة إلى إنليل وهو يسير في إيكور، حيث تعتقله الآلهة الأخرى بسبب علاقته مع نينليل ويتم نفيه من المدينة لكونه مارس طقساً نجساً.
| « | "كان إنليل يسير في كي-أور. وبينما كان إنليل يتجول في "كي-أور"، كان الخمسين من الآلهة العظماء والآلهة السبعة الذين يقررون الأقدار قد اعتقل إنليل في "كي-أور"، بسبب طقوساً نجسة، غادر المدينة وفقاً لما تقرر، فرحل إنليل وتبعته نينليل" | » |

.
يلي ذلك ثلاث حلقات مماثلة عندما يغادر إنليل المدينة، ويتحدث إليه باعتباره حارس بوابة المدينة («حارس الحاجز المقدس» أو «رجل القفل المطلق»)، الرجل الذي يحرس «إد-كورا» النهر السومري للعالم السفلي (على غرار نهر ستيكس في الأساطير اليونانية) ويلتقي بالنهاية مع «شي.لو.ايغي» مراكبي العالم السفلي (على غرار خارون). وكانوا في كل مرة يخبرهم إنليل هذه الشخصيات «عندما تأتي سيدتك نينليل، إذا سألت عني لا تخبرها أين أنا!». تتبعه نينليل وتسأل كل منهم «متى مر سيدك إنليل؟»، فيأتيها إنليل متخفياً ويقول لها «سيدي لم يتحدث معي على الإطلاق، يا أجمل النساء. إنليل لم يتحدث معي على الإطلاق، يا أجمل النساء» لكن نينليل تعرض عليه ممارسة الجنس وفي كل مرة كانوا يحملون إلهاً آخر. اثنان من النسل هما آلهة العالم السفلي نرغال ونينازو. والابن الثالث يُدعى الإله إنبيلولو «وهو مفتش القنوات واله نهري دجلة والفرات»، ويربط جيريمي بلاك هذا الإله بإدارة الري. تنتهي الأسطورة بالثناء على خصوبة إنليل ونينليل.
| « | "أنت سيد! أنت ملك! إنليل، أنت سيد! أنت ملك! نونامنير، أنت سيد! أنت ملك! أنت السيد الأعلى، أنت سيد قوي! الرب الذي يجعل الكتان ينمو، أيها الرب الذي يجعل الشعير ينمو أنت رب السماء، يا رب الكثير، سيد الأرض! أنت سيد الأرض، يا رب الكثير، سيد السماء! إنليل في السماء، إنليل ملك! يا رب لا يمكن تغيير أقوالك على الإطلاق! لا تتغير! من أجل الثناء الذي قاله لأم نينليل، الحمد للجبل العظيم، الأب إنليل! | » |

## مناقشة
يناقش جيريمي بلاك مشاكل الحمل المتسلسل والولادات المتعددة جنبًا إلى جنب مع علم النفس المعقد للأسطورة. كما يشير إلى أنه لا توجد إيحاءات أخلاقية حول كون إنليل نجساً طقسياً. أشار إيوا واسيليوسكا إلى موقع الحكاية أن «السومريين قد وضعوا عالمهم السفلي في الجبال الشرقية حيث يُعتقد أن مدخل كور موجود. وهكذا كان (إنليل)» ملك الأراضي / الجبال الأجنبية، «حيث كان يوجد العالم السفلي الذي نُفي إليه والذي عاد منه». اقترح روبرت باين أن المشهد الأولي للتودد يحدث على ضفة قناة بدلاً من نهر.
اقترح هيرمان بيرنس سياقاً طقسياً للأسطورة حيث تم تمثيل المقاطع الدرامية في رحلة بين إيكور والملاذ المقدس في نيبور. جادل جيرولد كوبر من أجل تفسير اجتماعي أكثر، موضحاً حول خلق الآلهة التي يبدو أنها تعمل كبديل عن إنليل، واقترح أن الغرض من العمل هو «معرفة أصول أربعة آلهة» وأنه يشرح سبب ذلك (سين) في السماء، بينما الثلاثة الآخرون يسكنون في العالم السفلي. يجادل كوبر أيضاً بأن النص يستخدم أسماء الأماكن الجغرافية المحلية فيما يتعلق بالعالم السفلي.
من تحليل ثوركيلد جاكوبسن، اقترح ديل لوندرفيل أن الأسطورة تقدم دليلاً على أن المجتمع السومري يحظر ممارسة الجنس قبل الزواج في مناقشة بعنوان «توجيه الدافع الجنسي نحو إنشاء المجتمع». ويناقش صفات الآلهة «كان يُعتبر إله القمر بمثابة تجديد للكائنات الحية؛ ارتبط نرغال أحياناً بالنمو الزراعي ولكن في كثير من الأحيان كان مرتبطاً بالطاعون والأوبئة والمجاعة والموت المفاجئ؛ نينازو وإنبيلولو كانت القوى التي ضمنت الزراعة الناجحة». ويخلص إلى أن السرد يبرئ إنليل ونينليل من الإشارة إلى أن الطبيعة تأخذ طريقها حتى عندما تحاول الأعراف المجتمعية احتواء الرغبة الجنسية.

## الهوامش
1. ↑  جورج هارون بارتون (1918). نقوش بابلية متنوعة، ص. 52. مطبعة جامعة ييل. مؤرشف من الأصل في 2019-07-23.
2. ↑  جمعية علم الآثار التوراتية (لندن، إنجلترا) (1911). ثيوفيلوس بينشز في وقائع جمعية علم الآثار التوراتي، المجلد 33 ص. 85. المجتمع.
3. ↑  إدوارد شييرا (1964). الملاحم والأساطير السومرية، 77، ص. 5. مطبعة جامعة شيكاغو. مؤرشف من الأصل في 2021-03-08.
4. ↑  صموئيل نوح كريمر (1944). نصوص أدبية سومرية من نيبور: inمتحف الشرق القديم في اسطنبول. المدارس الأمريكية للأبحاث الشرقية. مؤرشف من الأصل في 2019-07-23.
5. ↑  صموئيل نوح كرامر (1961). الأساطير السومرية: دراسة الإنجاز الروحي والأدبي في الألفية الثالثة قبل الميلاد. Forgotten Books. ISBN:978-1-60506-049-1. مؤرشف من الأصل في 2014-01-03.
6. ↑  الجمعية الملكية الآسيوية لبريطانيا العظمى وأيرلندا (1919). مجلة الجمعية الملكية الآسيوية لبريطانيا العظمى وأيرلندا، ص. 190. مطبعة جامعة كامبريدج للجمعية الملكية الآسيوية.
7. ↑  رويال اسياتيك جمعية بريطانيا العظمى وايرلندا (1919). مجلة الجمعية الملكية الآسيوية لبريطانيا العظمى وأيرلندا، ص. 190. مطبعة جامعة كامبريدج للجمعية الملكية الآسيوية.
8. ↑  إنليل ونينليل - المصادر الإلكترونية والمطبوعة - مجموعة النصوص الإلكترونية للأدب السومري، أكسفورد 1998. نسخة محفوظة 2016-03-04 على موقع واي باك مشين.
9. ↑  أي.آر. جورج (1992). النصوص الطبوغرافية البابلية. بيترز للنشر. ص. 442–. ISBN:978-90-6831-410-6. مؤرشف من الأصل في 2014-01-11.
10. ↑  ميغيل أنخيل بوراس؛ مركز الثقافة المعاصرة في برشلونة (2000). خوان جود نيك ويستنهولز، الأساطير التأسيسية لمدن بلاد ما بين النهرين، المخططون الإلهيون والبانيون البشريون في تأسيس المدينة: الأساطير والطقوس في العالم القديم. طبعات UPC. ص. 48–. ISBN:978-84-8301-387-8. مؤرشف من الأصل في 2019-07-23.
11. 1 2 3  إنليل ونينليل.، بلاك، كننغهام، روبسون، زوليومي، مجموعة النصوص الإلكترونية للأدب السومري، أكسفورد 1998. نسخة محفوظة 2021-10-27 على موقع واي باك مشين.
12. 1 2  جيريمي أي. بلاك؛ جيريمي بلاك؛ غراهام كننغهام؛ إليانور روبسون (13 أبريل 2006). أدب سومر القديمة. مطبعة جامعة أكسفورد. ص. 106–. ISBN:978-0-19-929633-0. مؤرشف من الأصل في 2021-09-23.
13. ↑  إيوا واسيليوسكا (2000). قصص الخلق في الشرق الأوسط. جيسيكا كينجسلي للنشر. ص. 77–. ISBN:978-1-85302-681-2. مؤرشف من الأصل في 2020-11-03.
14. ↑  روبرت باين (1959). بناة القناة: قصة مهندسي القناة عبر العصور، ص. 22. ماكميلان. مؤرشف من الأصل في 2021-10-31.
15. ↑  جويندولين ليك (1998). قاموس أساطير الشرق الأدنى القديمة. روتليدج. ص. 47–. ISBN:978-0-415-19811-0. مؤرشف من الأصل في 2013-11-15.
16. ↑  تشارلز بينجلاسي (24 مارس 1997). الأساطير اليونانية وبلاد ما بين النهرين: أوجه التشابه والتأثير في تراتيل هومرك و هسيود. مطبعة علم النفس. ص. 40–. ISBN:978-0-415-15706-3. مؤرشف من الأصل في 2018-09-24.
17. ↑  ديل لوندرفيل (1 يوليو 2010). العزوبة في العالم القديم: مثالها وممارستها في إسرائيل ما قبل الهلنستية وبلاد ما بين النهرين واليونان. ليتورجيال بريس. ص. 28–. ISBN:978-0-8146-5697-6. مؤرشف من الأصل في 2013-10-09.